# Adam von Bartsch

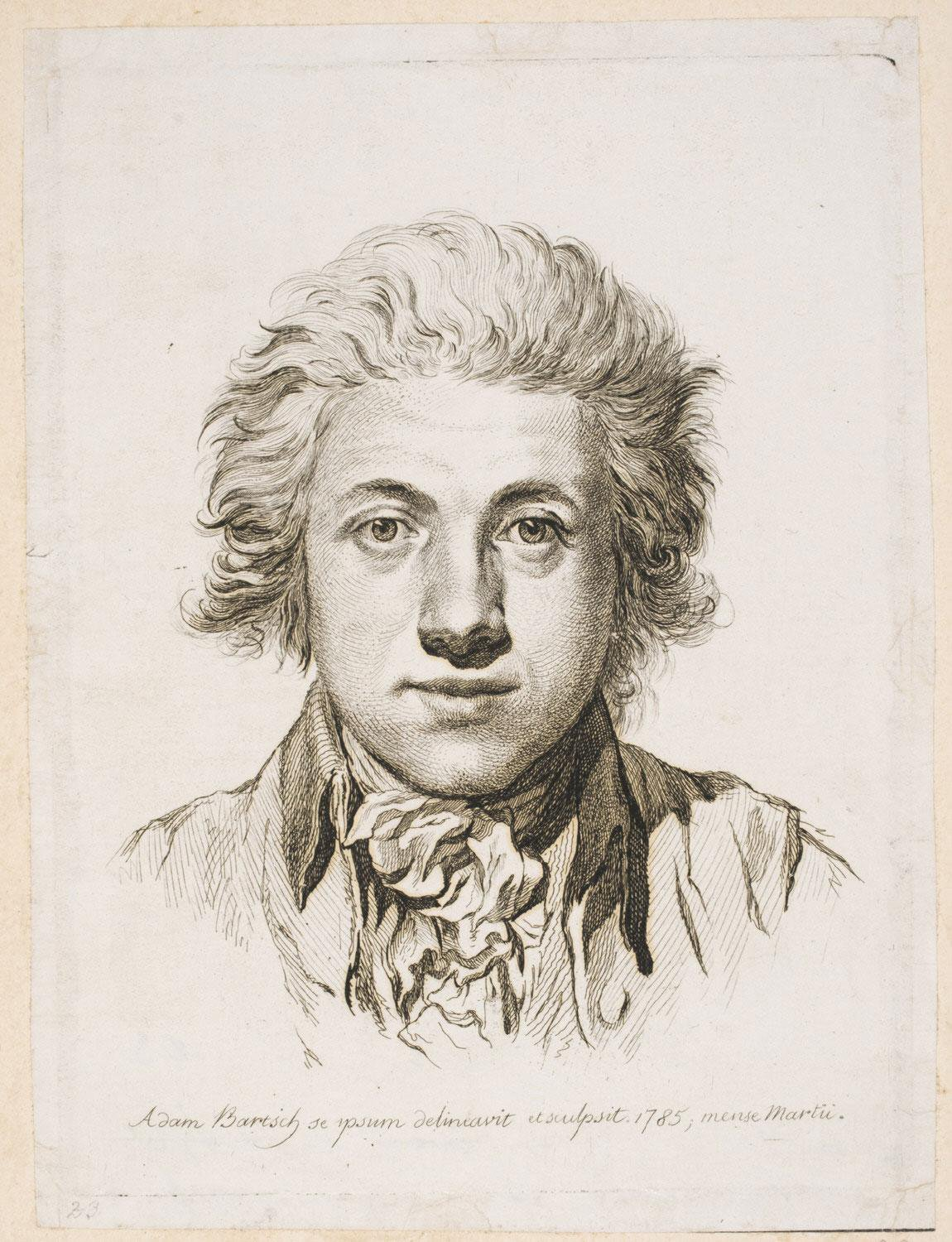
Självporträtt av Adam von Bartsch, 1785.

Johann Adam Bernhard von Bartsch, född en 17 augusti 1757, död den 21 augusti 1821, var en österrikisk kopparstickare och konstskriftställare.
Bartsch blev 1816 föreståndare för kopparstickssamlingen vid hovbiblioteket i Wien. Han blev grundläggare av den nyare kopparsticksforskningen genom sitt stora verk Le peintre-graveur (21 band, 1802-21, ny upplaga 1866-70). Hans egna stick, 505 blad, är ofta efterbildningar efter berömda mästare.